# Charles Mayne Young
Charles Mayne Young (1777-1856) fue un actor de teatro británico de origen inglés, hijo de un cirujano. En 1798 realizó su primera aparición en los escenarios de Liverpool con la tragedia Douglas, de John Home. Unos años después, en 1807, debutó en Londres con el papel principal de la obra de William Shakespeare, Hamlet. Debido al declive de John Philip Kemble y hasta la llegada de Edmund Kean y William Macready, fue el líder inglés en el género trágico. Se retiró en 1832.